# Magister peditum
Il magister peditum ("comandante della fanteria"), carica istituita dall'imperatore romano Costantino I, era il comandante delle forze di fanteria dell'esercito romano su base locale, per esempio in Gallia, Spagna, Britannia ed Illirico.

## Storia

### La carica al tempo dellaNotitia dignitatum
Esisteva la carica di magister peditum praesentalis, cioè il comandante di un esercito campale centrale. Un esempio è dato da Barbazione.

#### Ufficiali militari sottoposti al suo controllo
Questo ufficiale militare era a capo di tutte le forze di fanteria dell'impero romano d'Occidente (parallelamente a quello della cavalleria,  chiamato Magister equitum praesentalis), come segue:
1. nel Numerus intra Italiam, a capo della fanteria del Comes Italiae;[2]
2. nel Numerus intra Gallias, che era a capo dei seguenti funzionari militari: Magister equitum per Gallias, Comes tractus Argentoratensis, Dux Belgicae secundae, Dux Germaniae primae, Dux Mogontiacensis, Dux Sequanicae, Dux tractus Armoricani et Neruicani;[2]
3. nel Numerus intra Illyricum alle cui dipendenze troviamo: il Dux Pannoniae secundae, ilDux Valeriae ripensis, il Dux Pannoniae primae et Norici ripensis e il Dux Raetiae primae et secundae;[2]
4. nel Numerus intra Tingitaniam da cui dipendeva il Comes Tingitaniae;[2]
5. nel Numerus intra Africam da cui dipendeva il Comes Africae, il Dux limitis Mauretaniae Caesariensis ed il Dux limites Tripolitani;[2]
6. nel Numerus intra Britannias da cui dipendeva il Comes Britanniarum, il Comes litoris Saxonici per Britannias ed il Dux Britanniarum.[2]

Al contrario il Numerus intra Hispanias, era invece sottoposta al Magister militum praesentalis per le Hispaniae.

#### Unità militari controllate
Alle sue dipendenze vi erano poi le seguenti unità, secondo la Notitia dignitatum:
- 12 legioni palatine:[3] Ioviani seniores, Herculiani seniores, Divitenses seniores, Tongrecani seniores, Pannoniciani seniores, Moesiaci seniores, Armigeri propugnatores seniores, Lanciarii Sabarienses, Octavani, Thebaei, Cimbriani e Armigeri propugnatores iuniores.
- 65 Auxilia palatina:[3] Cornuti seniores, Brachiati seniores, Petulantes seniores, Celtae seniores, Heruli seniores, Batavi seniores, Mattiaci seniores, Mattiaci iuniores, Ascarii seniores, Ascarii iuniores, Iovii seniores, Cornuti iuniores, Sagittarii Nervii, Leones seniores, Leones iuniores, Exculcatores seniores, Sagittarii Tungri, Exculcatores iuniores, Tubantes, Salii, Grati, Felices seniores, Felices iuniores, Gratianenses seniores, Invicti seniores, Augustei, Iovii iuniores, Victores iuniores, Batavi iuniores, Bructeri, Ampsiuarii, Gratianenses iuniores, Valentianenses iuniores, Raeti, Sequani, Sagittarii venatores, Latini, Sabini, Brachiati iuniores, Honoriani Atecotti seniores, Honoriani Marcomanni seniores, Honoriani Marcomanni iuniores, Honoriani Atecotti iuniores, Brisigavi seniores, Brisigavi iuniores, Honoriani Mauri seniores, Honoriani Mauri iuniores, Celtae iuniores, Invicti iuniores Britanniciani, Exculcatores iuniores Britanniciani, Felices Valentinianenses, Mattiaci iuniores Gallicani, Salii Gallicani, Sagittarii Nervii Gallicani, Iovii iuniores Gallicani, Seguntienses, Galli victores, Honoriani victores iuniores, Honoriani ascarii seniores, Felices iuniores Gallicani, Atecotti iuniores Gallicani, Tungri, Honoriani Gallicani, Mauri tonantes seniores, Mauri tonantes iuniores;
- 33 legioni di comitatenses:[3] Menapii seniores, Fortenses, Propugnatores seniores, Armigeri defensores seniores, Septimani seniores, Regii, Pacatianenses, Vesontes, Mattiarii iuniores, Mauri cetrati, Undecimani, Secundani Italiciani, Germaniciani iuniores, Tertiani Italica, Tertia Herculea, Lanciarii Gallicani Honoriani, Propugnatores iuniores, Secunda Britannica, Septimani iuniores, Praesichantes, Ursarienses, Cortoriacenses, Geminiacenses, Honoriani felices Gallicani, Tertia Iulia Alpina, Prima Flavia Pacis, Secunda Flavia Virtutis, Tertia Flavia Salutis, Flavia victrix Constantina, Secunda Flavia Constantiniana, Tertio Augustani, Fortenses;
- 18 unità di Pseudocomitatenses:[3] Prima Alpina, Secunda Iulia Alpina, Lanciarii Lauriacenses, Lanciarii Comaginenses, Taurunenses, Antianenses, Pontinenses, Prima Flavia Gallicana Constantia, Martenses, Abrincateni, Defensores seniores, Mauri Osismiaci, Prima Flavia Metis, Superventores iuniores, Constantiaci, Corniacenses, Septimani, Romanenses.